# ثاير ديفيد
ثاير ديفيد (بالإنجليزية: Thayer David)‏ مواليد 04 مارس 1927 في ميدفورد، الولايات المتحدة - الوفاة 17 يوليو 1978 في نيويورك، الولايات المتحدة، هو ممثل أمريكي بدأ مسيرته الفنية سنة 1950. امتدت مسيرته الفنية لأكثر من 28 عاما.

## الأعمال
- إنقاذ النمر
- فور بلاي
- روكي
- اضحك مع ديك وجين

## روابط خارجية
- ثاير ديفيد على موقع IMDb (الإنجليزية)
- ثاير ديفيد على موقع الموسوعة البريطانية (الإنجليزية)
- ثاير ديفيد على موقع ألو سيني (الفرنسية)
- ثاير ديفيد على موقع أول موفي (الإنجليزية)
- ثاير ديفيد على موقع قاعدة بيانات برودواي على الإنترنت (الإنجليزية)
- ثاير ديفيد على موقع قاعدة بيانات برودواي على الإنترنت (الإنجليزية)
- ثاير ديفيد على موقع قاعدة بيانات الأفلام السويدية (السويدية)
- ثاير ديفيد على موقع إن إن دي بي (الإنجليزية)
- ثاير ديفيد على موقع قاعدة بيانات الفيلم (الإنجليزية)
- ثاير ديفيد على موقع كينوبويسك (الروسية)